# Politique en Écosse

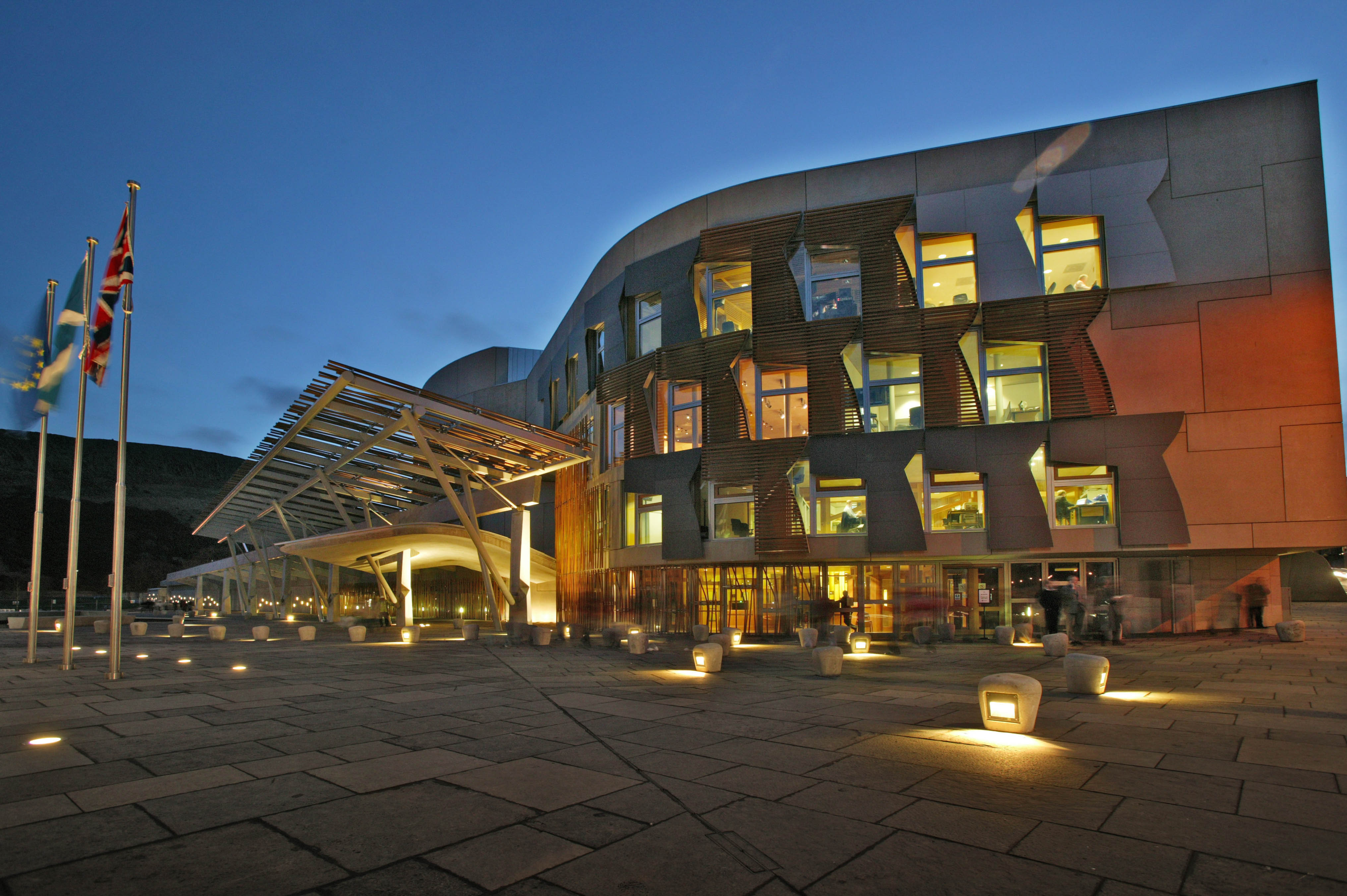
Entrée du Parlement écossais.

La politique en Écosse opère dans le cadre de la constitution du Royaume-Uni, dont l'Écosse est une nation constitutive. L’Écosse est une démocratie qui, depuis le Scotland Act de 1998, est représentée à la fois au Parlement du Royaume-Uni et au Parlement écossais (soit la législature vers laquelle la plupart des pouvoirs législatifs sont décentralisés).
La plus grande partie du pouvoir exécutif est exercée par le gouvernement écossais, dirigé par le Premier ministre d'Écosse, le chef du gouvernement dans un système multipartite. Le système judiciaire d'Écosse, qui s'occupe du droit écossais, est indépendant du législatif et de l'exécutif. La loi écossaise est principalement déterminée par le Parlement écossais, sauf pour certains domaines réservés. Le gouvernement écossais partage certains pouvoirs exécutifs avec le gouvernement du Royaume-Uni et son Bureau pour l'Écosse, un département du gouvernement britannique dirigé par le Secrétaire d'État pour l'Écosse.

## Présentation
Le Royaume d'Écosse est entré en union fiscale et politique avec le Royaume d'Angleterre avec les Actes d'Union de 1707, par lesquels le Parlement d'Écosse a été aboli, comme son homologue anglais, pour former le Parlement de Grande-Bretagne, et à partir de ce moment, l'Écosse a été représentée par des membres de la Chambre des communes et de la Chambre des lords au Palais de Westminster. Le Parlement écossais contemporain a été créé en 1999, à la suite du Scotland Act de 1998 et du référendum de dévolution de l'Écosse de 1997, organisé en vertu du Referendums (Scotland and Wales) Act de 1997.
Le Parlement écossais siège dans le bâtiment du Parlement écossais à Holyrood, à Édimbourg, la capitale écossaise. Aux fins du gouvernement local en Écosse, le pays a été divisé en 32 Council Areas depuis la Local Government etc. (Scotland) Act de 1994. Depuis le Local Government (Scotland) Act de 1973, qui a également aboli les shires d'Écosse, le pays a été subdivisé en community councils. Bien que conservées à des fins statistiques, les paroisses civiles en Écosse ont été abolies à des fins administratives dans la Local Government (Scotland) Act de 1929.
Le parti qui détient le plus grand nombre de sièges au Parlement écossais est le Parti national écossais, qui promeut l'indépendance écossaise. La première ministre actuelle de l'Écosse est le chef du SNP Nicola Sturgeon, qui dirige le gouvernement depuis novembre 2014. L'ancien premier ministre, Alex Salmond, a conduit le SNP à une victoire majoritaire à l'Élection générale de mai 2011. Cette majorité a été perdue en 2016 et le SNP forme maintenant un gouvernement minoritaire. Les autres partis représentés au parlement sont le Parti travailliste écossais, le Parti conservateur écossais, les Libéraux-démocrates écossais et le Parti vert écossais. La prochaine élection du Parlement écossais doit se tenir en mai 2021.

## Pouvoirs

### Législatif
Au Parlement écossais, les habitants de l'Écosse sont représentés par 129 membres du Parlement écossais, qui sont élus selon le additional member system (une forme de représentation proportionnelle), par les circonscriptions et régions électorales du Parlement écossais. Le Parlement promulgue la législation primaire par lois du Parlement écossais, mais ne peut légiférer sur des questions réservées au Parlement britannique par le Scotland Act de 1998, et amendé par le Scotland Act de 2012 et le Scotland Act de 2016. À la Chambre des communes du Royaume-Uni, 59 membres du Parlement représentent les circonscriptions parlementaires, chacun étant élu au scrutin uninominal majoritaire à un tour. L'Écosse est également représentée par quelques pairs à vie à la Chambre des Lords et par des pairs héréditaires exceptionnels, en vertu de la House of Lords Act de 1999.

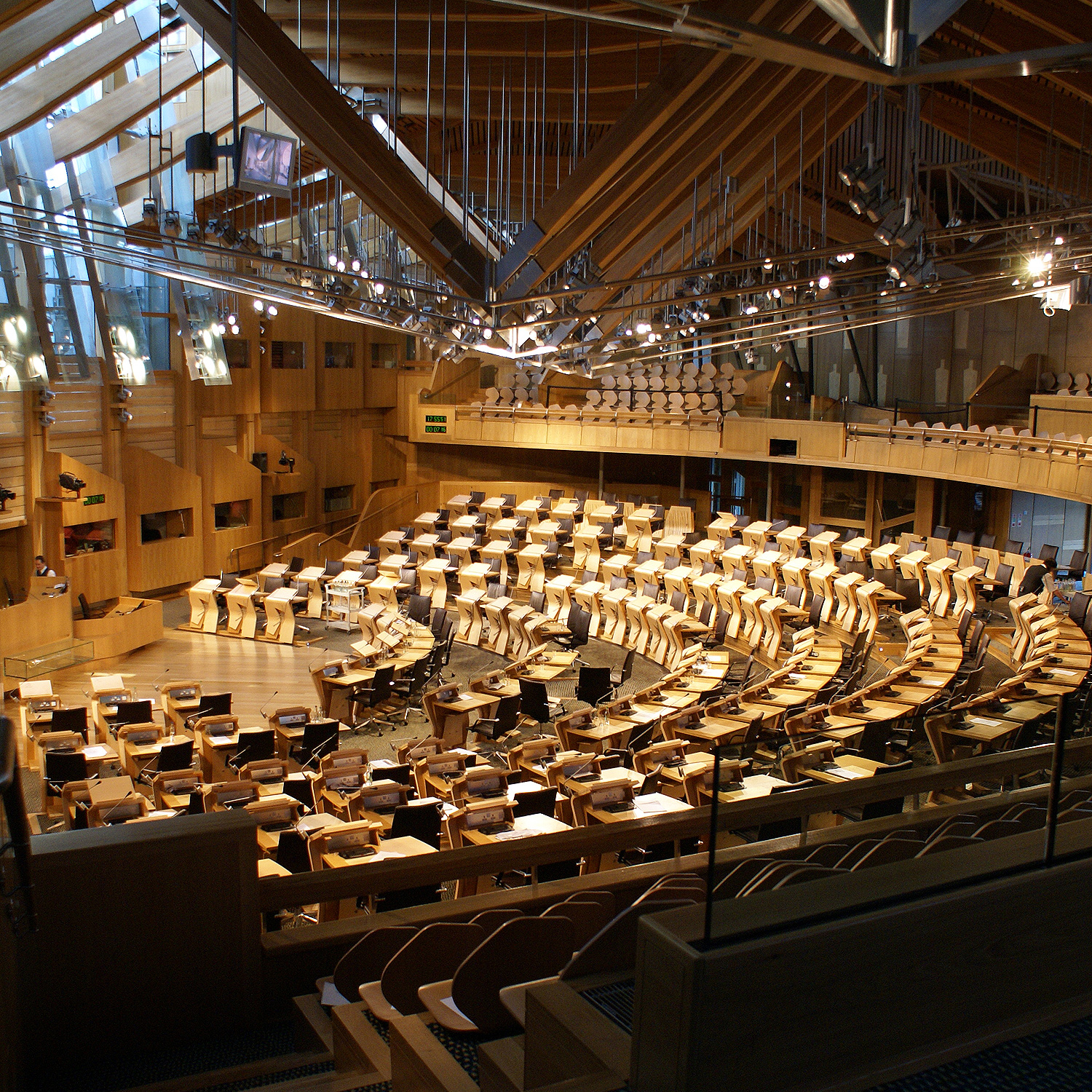
La salle de débat du bâtiment du Parlement écossais.

Élu aux Élections parlementaires écossaises de 2016, le Parti national écossais, ou Scottish National Party (le « SNP », un parti indépendantiste de centre-gauche), est le parti qui forme le gouvernement puisqu'il détient actuellement une pluralité de sièges au parlement (61 sur 129). Le premier ministre est traditionnellement le chef du parti politique avec le plus de soutien au Parlement écossais; actuellement, il s'agit de Nicola Sturgeon. Les partis d'opposition comprennent le Parti conservateur écossais (centre-droit, conservateurs), le Parti travailliste écossais (centre-gauche, social-démocrate), les Libéraux-démocrates écossais (centriste, social-libéral) et le Parti vert écossais (centre-gauche à gauche, écologiste, indépendantiste). Les élections ont lieu une fois tous les cinq ans pour désigner 73 députés élus pour représenter les circonscriptions et 56 autres élus selon un système de représentation proportionnelle. À Westminster, l'Écosse est représentée par 47 députés du Parti national écossais, 6 du Parti conservateur, 1 du Parti travailliste et 4 des Libéraux démocrates élus aux élections générales britanniques de 2019. Le secrétaire d'État pour l'Écosse (actuellement Alister Jack, un député conservateur écossais), est généralement un membre de la Chambre des communes représentant une circonscription en Écosse.
À compter du 1er janvier 2021, toute législation écossaise décentralisée est légalement tenue de rester alignée sur la future législation de l'Union européenne à la suite de la fin de la période de transition du Brexit, qui se termine le 31 décembre 2020, après l'adoption par le Parlement écossais de la UK Withdrawal from the European Union (Continuity) (Scotland) Act 2020, malgré le fait que le Royaume-Uni n'est plus un État membre de l'Union européenne.

### Exécutif
Le chef de l'État en Écosse est le monarque britannique (actuellement le roi Charles III, depuis 2022). Le premier ministre dirige le gouvernement écossais et le Cabinet of Scotland, qui se compose de Secrétaires de cabinet, de ministres "juniors" et de juristes. Le gouvernement écossais gouverne par le biais des Scottish statutory instruments, un genre de délégation législative, et est responsable des Directorates, agences exécutives du gouvernement écossais, et des autres organismes publics du gouvernement écossais. Les Directorates comprennent le ministère des finances écossais, ainsi que les Directorates de l'économie, de la santé et des services sociaux, de l'éducation, des communautés et de la justice. Les Statutory instruments du gouvernement britannique (dont le Secrétaire d'État pour l'Écosse est membre) peuvent également s'appliquer à l'ensemble de la Grande-Bretagne. Le secrétaire d'État pour l'Écosse est nommé par le Premier ministre du Royaume-Uni.
Les programmes sociaux adoptés par les gouvernements écossais ont tendance à présenter des différences par rapport à ceux du reste du Royaume-Uni. Tandis que les coûts de l'éducation universitaire et des services de soins pour personnes âgées sont gratuits en Écosse, les frais sont payants dans le reste du Royaume-Uni. L’Écosse a été le premier pays du Royaume-Uni à interdire de fumer dans les lieux publics, l’interdiction étant entrée en vigueur le 26 mars 2006. De plus, le 19 octobre 2017, l'Écosse a été la première nation du Royaume-Uni à annoncer que les punitions corporelles aux enfants étaient interdites.

### Judiciaire
Les tribunaux d'Écosse administrent la justice selon le droit écossais. Le Lord Advocate est le juriste en chef du gouvernement écossais et de la Couronne en Écosse, tant pour les affaires civiles et pénales pour lesquelles le Parlement écossais exerce des responsabilités déléguées. Le Lord Advocate est le procureur en chef pour l'Écosse et toutes les poursuites mises en accusation sont menées par le Crown Office and Procurator Fiscal Service, au nom du Lord Advocate. L'adjoint du Lord Advocate, le Solliciteur général pour l'Écosse, conseille le gouvernement écossais sur les questions juridiques. L'Advocate General for Scotland conseille le gouvernement britannique et dirige le Bureau du Advocate General for Scotland, un département du gouvernement britannique. La Haute Cour de justice est la cour pénale supérieure d'Écosse. La Court of Session est la plus haute juridiction civile et est à la fois un tribunal de première instance et un tribunal d'appel. À des fins judiciaires, l'Écosse a été divisée en six sheriffdoms avec tribunaux de shérifs depuis la réforme du Local Government (Scotland) Act de 1973. Les appels de la Court of Session sont présentés auprès de la Cour suprême du Royaume-Uni, qui s'avère également l'autorité suprême pour les affaires constitutionnelles.

## Question constitutionnelle
Le principal débat politique en Écosse a tendance à tourner autour de la question constitutionnelle. Dans la seconde moitié du XXe siècle, c'est la question de la décentralisation (en anglais : devolution) qui a dominé la scène politique écossaise. Sous la pression d'un soutien croissant à l'indépendance écossaise, une politique de décentralisation avait été préconisée, à divers degrés, par chacun des trois principaux partis britanniques au cours de leur histoire (bien que les travaillistes et les conservateurs aient également opposé la mesure). Le retour d'un parlement écossais à la fin du siècle a été décrit par le chef travailliste John Smith comme étant le fruit de la « volonté définitive du peuple écossais ».
Dans le cadre de la décentralisation, l'Écosse est représentée par 59 députés à la Chambre des communes du Royaume-Uni, élus à partir de circonscriptions territoriales écossaises, sur un total de 650 députés à la chambre. Divers membres de la Chambre des lords représentent les partis politiques écossais. Un Secrétaire d'État pour l'Écosse, qui avant la décentralisation dirigeait le système gouvernemental en Écosse, siège au Cabinet du Royaume-Uni et est responsable du nombre limité de pouvoirs que le bureau conserve depuis la décentralisation, ainsi que des relations avec les autres ministres de Whitehall qui exercent du pouvoir quant aux domaines réservés au Parlement britannique. Le Parlement écossais peut renvoyer à Westminster les sujets législatifs concernant les domaines décentralisés pour qu'ils soient intégrés à la législation britannique, et ce en adoptant une motion de consentement législatif, qu'on nomme le plus souvent une « motion Sewel ». Cela a été fait à plusieurs reprises où il a été jugé plus efficace ou plus opportun sur le plan politique de faire examiner le projet de loi par Westminster. Quant à lui, le Bureau pour l'Écosse est un département du gouvernement du Royaume-Uni, dirigé par le Secrétaire d'État pour l'Écosse et chargé des domaines décentralisés écossais. Créé en 1999, le Bureau de l'Écosse assure la liaison avec d'autres départements de Whitehall sur les questions de décentralisation. Avant la décentralisation, une grande partie de la gouvernance intérieure de l'Écosse était assumée par le bureau.
Au XXIe siècle, cette question s'articule beaucoup autour du débat sur l'indépendance écossaise. Lorsque le Scottish National Party a formé un gouvernement majoritaire après les élections parlementaires écossaises de 2011 et a adopté la loi sur le référendum sur l'indépendance écossaise de 2013, le Parlement britannique a conclu l'Accord d'Édimbourg avec le gouvernement écossais, permettant le référendum sur l'indépendance de l'Écosse de 2014. Le référendum a eu lieu le 18 septembre 2014. 55,3 % ont voté pour rester au Royaume-Uni et 44,7 % pour l'indépendance.

## Parlement écossais

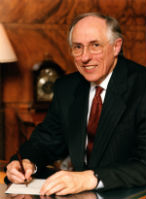
En 1999, Donald Dewar est devenu le premier premier ministre d'Écosse et le premier chef d'un gouvernement écossais depuis le Traité d'Union en 1707.

L'élection du premier gouvernement Blair du Parti travailliste lors des élections générales britanniques de 1997 a été suivie de la Referendums (Scotland and Wales) Act 1997, qui a légiféré en vue du référendum sur la décentralisation écossaise de 1997, un référendum portant sur la création d'un Parlement écossais doté de pouvoirs décentralisés. 74,3 % des électeurs ont voté en faveur de la création du parlement et 63,5 % sont convenus qu'il devrait avoir le pouvoir de modifier le taux d'impôts sur le revenu jusqu'à un écart de 3 %,.
Le Parlement écossais a ensuite été créé par le Scotland Act 1998 du Parlement de Westminster. Cette loi du Parlement définit les questions à traiter à Westminster, y compris la défense, les relations internationales relations, la politique fiscale et économique, les lois sur les drogues et la radiodiffusion. Tout ce qui n'est pas mentionné comme question réservée est automatiquement transféré à l'Écosse, y compris la santé, l'éducation, le gouvernement local, le droit écossais et toute autre question. C'est l'une des principales différences entre le Scotland Act 1998 et le Scotland Act 1978. Les pouvoirs du Parlement écossais ont été encore accrus par le Scotland Act 2012 et le Scotland Act 2016 du Parlement britannique.
Le Parlement est élu par un mélange de deux systèmes électoraux: un système de scrutin uninominal majoritaire à un tour et un système de représentation proportionnelle, à savoir le Additional member system (ADS). À cet égard, le Parlement écossais est différent du Parlement de Westminster, qui est élu uniquement selon la méthode du scrutin uninominal majoritaire à un tour. Le Parlement écossais est élu tous les cinq ans et compte 129 membres du Parlement écossais, ou « MSP ». Sur 129 députés, 73 sont élus pour représenter les circonscriptions du scrutin uninominal majoritaire à un tour, tandis que les 56 autres sont élus par le système de membres supplémentaires, le ADS. Le système de représentation proportionnelle a abouti à l'élection d'un certain nombre de candidats issus de plus petits partis qui n'auraient pas été censés pouvoir obtenir une représentation par le biais du scrutin uninominal majoritaire à un tour.

Un gouvernement décentralisé a été établi en même temps que le Parlement écossais en 1999, avec le premier ministre d'Écosse à sa tête. En anglais, sa fonction se nomme First Minister, ce qui diffère du premier ministre britannique, le Prime Minister. Le secrétariat de l'exécutif fait partie de la fonction publique britannique et le chef de l'exécutif, le « Secrétaire permanent », est l'équivalent du secrétaire permanent d'un département de Whitehall. 
| - Donald Dewar (13 mai 1999 – 11 octobre 2000) - Henry McLeish (26 octobre 2000 – 8 novembre 2001) - Jack McConnell (22 novembre 2001 – 16 mai 2007) - Alex Salmond (16 mai 2007 – 19 novembre 2014) - Nicola Sturgeon (Sturgeon I - 20 novembre 2014 – 18 mai 2016) - Nicola Sturgeon (Sturgeon II - 18 mai 2016 - 19 mai 2021) - Nicola Sturgeon (Sturgeon III - 19 mai 2021 - 29 mars 2023) - Humza Yousaf (29 mars 2023 - 7 mai 2024) - John Swinney (8 mai 2024 - En cours) | - David Steel (12 mai 1999 – 7 mai 2003) - George Reid (7 mai 2003 – 14 mai 2007) - Alex Fergusson (14 mai 2007 – 11 mai 2011) - Tricia Marwick (11 mai 2011 – 12 mai 2016) - Ken Macintosh (12 mai 2016 – 13 mai 2021) - Alison Johnstone (13 mai 2021 – en fonction) |

## Parlement du Royaume-Uni
| Année     | Conservateurs    | Travaillistes    | SNP              | Lib Dems         |
| --------- | ---------------- | ---------------- | ---------------- | ---------------- |
| Année     |                  |                  |                  |                  |
| 2024      | 5 siège 12,7 %   | 37 sièges 35,3 % | 9 sièges 30,0 %  | 6 sièges 9,7 %   |
| 2019      | 6 sièges 25,1 %  | 1 siège 18,6 %   | 48 sièges 45,0 % | 4 sièges 9,5 %   |
| 2017      | 13 sièges 28,6 % | 7 sièges 27,1 %  | 35 sièges 36,9 % | 4 sièges 6,8 %   |
| 2015      | 1 siège 14,9 %   | 1 siège 24,3 %   | 56 sièges 50,0 % | 1 siège 7,5 %    |
| 2010      | 1 siège 16,7 %   | 41 sièges 42,0 % | 6 sièges 19,9 %  | 11 sièges 18,9 % |
| 2005      | 1 siège 15,8 %   | 41 sièges 39,5 % | 6 sièges 17,7 %  | 11 sièges 22,6 % |
| 2001      | 1 siège 15,6 %   | 56 sièges 43,9 % | 5 sièges 20,1 %  | 10 sièges 16,4 % |
| 1997      | 0 sièges 17,5 %  | 56 sièges 41,0 % | 6 sièges 22,0 %  | 10 sièges 13,0 % |
| 1992      | 11 sièges 25,7 % | 49 sièges 34,4 % | 3 sièges 21,5 %  | 9 sièges 13,1 %  |
| 1987      | 10 sièges 24,0 % | 50 sièges 38,7 % | 3 sièges 14,0 %  | 9 sièges 19,3 %  |
| 1983      | 21 sièges 28,4 % | 40 sièges 33,2 % | 2 sièges 11,8 %  | 8 sièges 24,5 %  |
| 1979      | 22 sièges 31,4 % | 44 sièges 38,6 % | 2 sièges 17,3 %  | 3 sièges 9,0 %   |
| Oct. 1974 | 16 sièges 24,7 % | 41 sièges 33,1 % | 11 sièges 30,4 % | 3 sièges 8,3 %   |
| Fév. 1974 | 21 sièges 32,9 % | 40 sièges 34,6 % | 7 sièges 21,9 %  | 3 sièges 7,9 %   |
| 1970      | 23 sièges 38,0 % | 44 sièges 44,5 % | 1 siège 11,4 %   | 3 sièges 5,5 %   |
| 1966      | 20 sièges 37,6 % | 46 sièges 47,7 % | 0 sièges 5,0 %   | 5 sièges 6,7 %   |
| 1964      | 24 sièges 37,3 % | 43 sièges 46,9 % | 0 sièges 2,4 %   | 4 sièges 7,6 %   |
| 1959      | 31 sièges 47,3 % | 38 sièges 46,7 % | 0 sièges 0,8 %   | 1 siège 4,8 %    |
| 1955      | 36 sièges 50,1 % | 34 sièges 46,7 % | 0 sièges 0,5 %   | 1 siège 1,9 %    |
| 1951      | 35 sièges 48,6 % | 35 sièges 48,0 % | 0 sièges 0,3 %   | 1 siège 2,8 %    |

### Chambre des communes
Jusqu'aux élections générales de 2005, l'Écosse a élu 72 députés de 72 circonscriptions pour siéger à la Chambre des communes . Étant donné que l'Écosse était surreprésentée par rapport aux autres régions du Royaume-Uni, la Clause 81 de la Scotland Act 1998 a égalisé les quotaux électoraux anglais et écossais. En conséquence, les recommandations de la Boundary Commission for Scotland ont été adoptées, réduisant la représentation écossaise à la Chambre des communes à 59 députés à compter des élections générales de 2005. L'amendement nécessaire au Scotland Act 1998 a été adopté par le Parlement du Royaume-Uni en  2004. La surreprésentation précédente était largement acceptée auparavant pour permettre une plus grande voix écossaise aux Communes, mais depuis la création d'un Parlement écossais, on a estimé que ce n'était plus nécessaire.
Depuis les années 1880, le gouvernement britannique en Écosse est représenté au parlement par le secrétaire d'État pour l'Écosse, qui est un secrétaire d'État parlementaire et un ministre du Cabinet du Royaume-Uni, et généralement un membre de la Chambre des communes.
En 2024, la représentation de l'Écosse aux Communes est la suivante:
- Parti travailliste écossais: 37
- Parti national écossais: 9
- Libéraux-démocrates écossais: 6
- Parti conservateur écossais: 5

### Chambre des lords
En 2015, douze des 92 pairs héréditaires siégeant à la Chambre des lords étaient inscrits comme vivant en Écosse, tout comme 49 pairs à vie nommés en vertu de la Life Peerages Act 1958, dont cinq anciens Lords Advocate. James Thorne Erskine, 14e Earl de Mar et 16e Earl de Kellie, a pris sa retraite en 2017 après avoir perdu son siège de pair héréditaire en 1999 mais l'a retrouvé en 2000 en tant que pair à vie; Charles Lyell, 3e baron Lyell (ancien Sous-secrétaire d'État pour l'Irlande du Nord), est décédé la même année. L'un des anciens Lords Advocate, Kenneth Cameron, Baron Cameron de Lochbroom, a pris sa retraite des Lords en 2016, tandis qu'un autre, Donald Mackay, Baron Mackay de Drumadoon, est décédé en 2018. Outre ces 61 pairs répertoriés en 2015, il y a aussi des membres héréditaires des Lords vivant hors de l'Écosse, mais ayant des titres dans la pairie d'Écosse, tels que Margaret of Mar, 31ème Conmtesse de Mar, ou ayant des titres écossais dans les pairies de Grande-Bretagne ou du Royaume-Uni Outre ceux-ci, il existe également des pairs écossais avec des titres associés à des endroits en dehors de l'Écosse, tels que Michelle Mone, Baroness Mone de Mayfair.

Entre les Actes d'Union de 1707 et le Peerage Act 1963, les pairs ayant des titres dans la pairie d'Écosse avaient le droit d'élire seize pairs représentatifs à la Chambre des lords. Entre le Peerage Act 1963 et la House of Lords Act 1999, toute la pairie héréditaire d'Écosse avait le droit de siéger à la Chambre des lords, aux côtés de ceux qui avaient des titres dans les pairies d'Angleterre, d'Irlande, de Grande-Bretagne et du Royaume-Uni.

L'effet de la réforme de la Boundary Commission for Scotland sur la députation écossaise.

Les nominations politiques actuelles à la Chambre des lords comprennent les suivantes :
- Keith Stewart, Baron Stewart de Dirleton (Avocat général pour l'Écosse)
- Jack McConnell, Baron McConnell de Glenscorrodale (ancien premier ministre écossais)[7]
- Nicol Stephen, Baron Stephen (ancien vice-premier ministre écossais)
- Jim Wallace Baron Wallace de Tankerness (ancien vice-premier ministre écossais et Avocat général pour l'Écosse)
- Alistair Darling, Baron Darling de Roulanish (ancien chancelier de l'Échiquier et Secrétaire d'État pour l'Écosse)[7]
- John Reid, Baron Reid de Cardowan (ancien Secrétaire d'État à l'Intérieur et Secrétaire d'État pour l'Écosse)
- Michael Forsyth, Baron Forsyth de Drumlean (président de la Commission des affaires économiques, ancien Secrétaire d'État pour l'Écosse)
- Helen Liddell, Baronne Liddell de Coatdyke (ancien Secrétaire d'État pour l'Écosse)
- Andrew Dunlop, Baron Dunlop (ancien Sous-secrétaire d'État pour l'Écosse)
- Lynda Clark, Baronne Clark de Calton (ancienne Avocate générale pour l'Écosse et députée de la Chambre des communes)
- Neil Davidson, Baron Davidson de Glen Clova (ancien Avocat général pour l'Écosse)
- Keith Stewart, Baron Stewart de Dirleton (ancien Avocat général pour l'Écosse)
- Menzies Campbell, Baron Campbell de Pittenweem (ancien chef des Liberaux démocrates)[7]
- Malcolm Bruce, Baron Bruce de Bennachie (ancien chef des Liberaux démocrates écossais et vice-chef des Liberaux démocrates)
- Annabel Goldie, Baronne Goldie (ancien chef des Conservateurs écossais)
- Ian Duncan, Baron Duncan de Springbank (ancienne députée du Parlement européen pour la circonscription d'Écosse)
- Nosheena Mobarik, Baronne Mobarik (ancienne députée du Parlement européen pour la circonscription d'Écosse)
- Murray Elder, Baron Elder (ancien Secrétaire général du Parti travailliste écossais)

Les anciens Lords Advocate comprennent:
- James Mackay, Baron Mackay de Clashfern (ancien Lord Advocate and Lord grand chancelier)
- Colin Boyd, Baron Boyd de Duncansby (ancien Lord Advocate; actuellement disqualifié)
- Richard Scott, 10e duc de Buccleuch

Les pairs héréditaires écossais comprennent:
- Thomas Galbraith, 2e Baron Strathclyde (ancien Leader de la Chambre des lords)[7]
- Charles Hay, 16th Earl de Kinnoull (président de la Commission sur l'Union européenne)[7]
- Alexander Scrymgeour, 12e Earl de Dundee) (ancien député de la Chambre des communes et ancien lord-in-waiting)
- James Lindesay-Bethune, 16e Earl de Lindsay (ancien Sous-secrétaire d'État pour l'Écosse)[7]
- James Graham, 8e Duc de Montrose (ancien ministre fantôme du Bureau pour l'Écosse)
- Patrick Boyle, 10e Earl de Glasgow
- John Sinclair, 3e Vicomte Thurso

## Gouvernement local

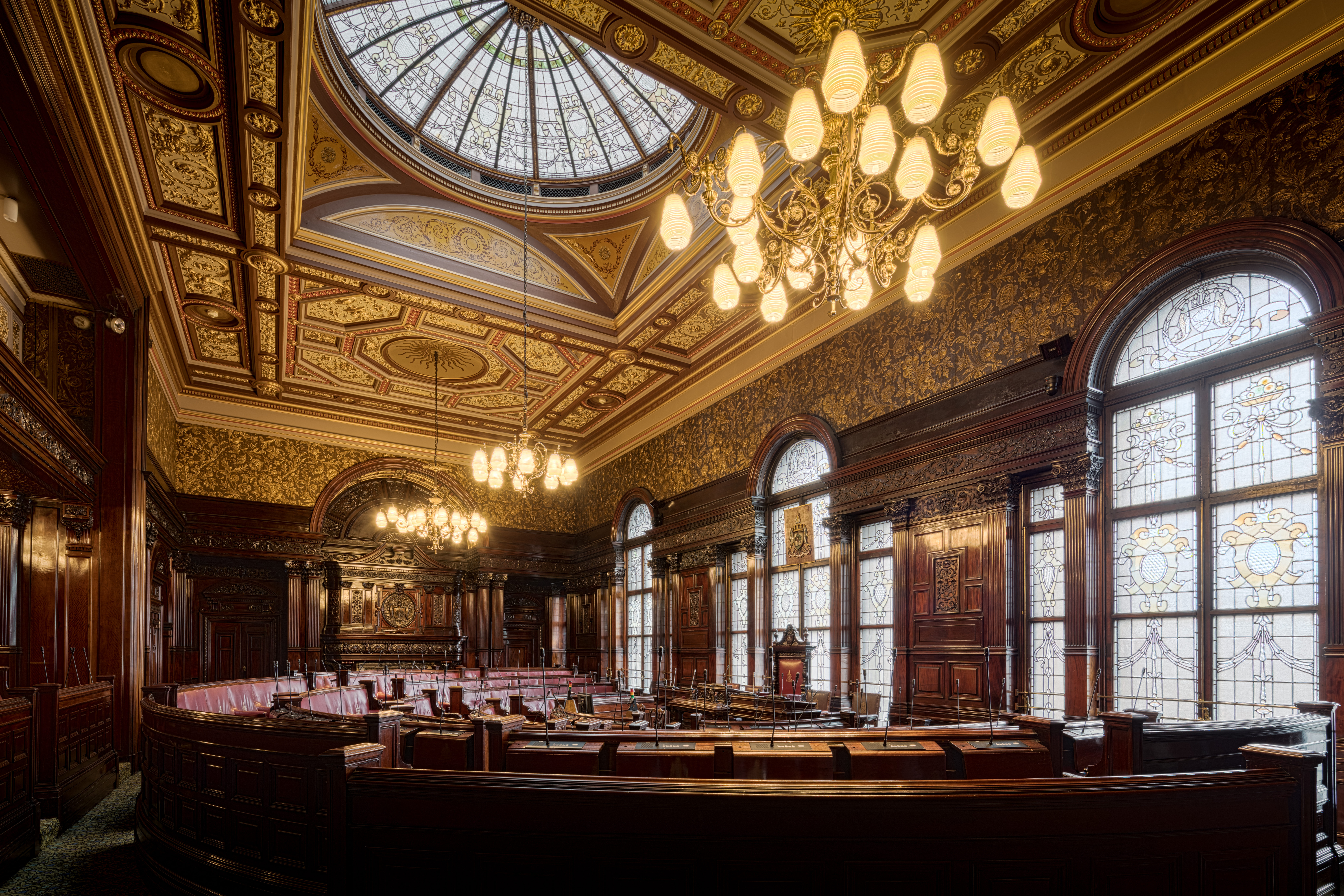
Salle de débat de l'Hôtel de ville de Glasgow, siège du Conseil municipal de Glasgow.

Le gouvernement local en Écosse est organisé en 32 autorités unitaires. Chaque autorité locale est gouvernée par un conseil composé de conseillers élus tous les cinq ans par les électeurs inscrits dans chacune des council areas. Les conseils écossais coopèrent et sont représentés par la Convention des autorités locales écossaises, ou COSLA.
Il y a actuellement 1 227 conseillers au total, chacun payé un salaire à temps partiel pour l'exercice de ses fonctions. Chaque autorité élit un Convener ou Provost pour présider les réunions du conseil de l'autorité et agir en tant que chef cérémonial pour la région. Les quatre principales villes d'Écosse, Glasgow, Édimbourg, Aberdeen et Dundee ont un Lord Provost qui est également, ex officio, Lord Lieutenant pour cette ville. Il y a au total 32 conseils, le plus grand étant le Conseil municipal de Glasgow, pour plus de 600 000 habitants, et le plus petit étant le Conseil des îles des Orcades, pour moins de 20 000 personnes.
Aussi, des « conseils communautaires » représentent les intérêts des populations locales. Les autorités locales ont l'obligation statutaire de consulter les conseils communautaires sur la planification, le développement et d'autres questions touchant directement cette communauté locale. Cependant, le conseil communautaire n'a aucun mot à dire sur la prestation des services.

## Âge de majorité électorale
Depuis 2015, les Écossais de 16 ans et de 17 ans ont le droit de voter dans les élections aux conseils locaux et au Parlement écossais, mais ils ne peuvent pas voter dans les élections au Parlement du Royaume-Uni jusqu'ils deviennent 18.

## Histoire

### Avant 1950

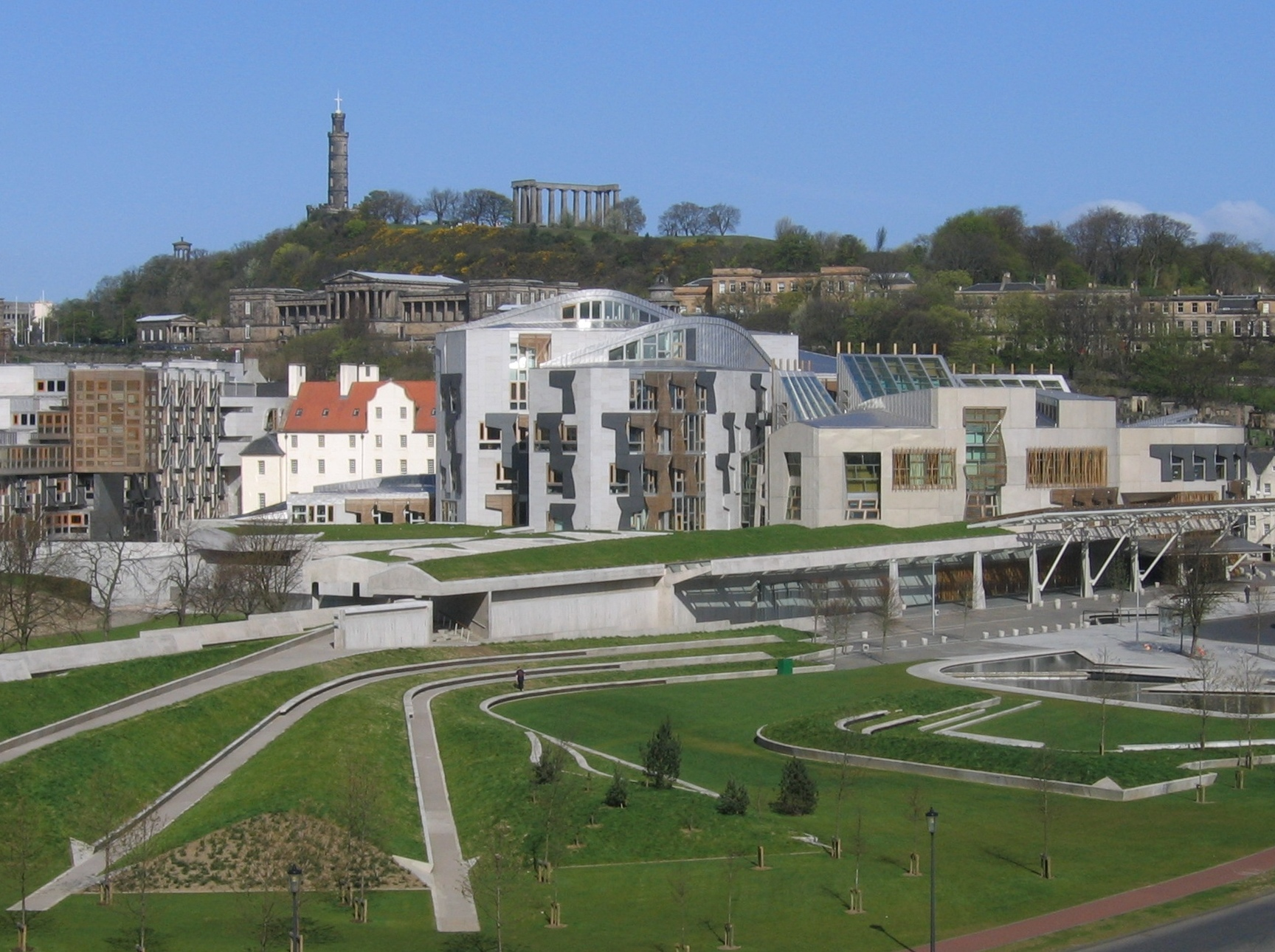
Le bâtiment du Parlement écossais devant Calton Hill, colline sur laquelle se trouvent le Monument Dugald Stewart, le Monument Nelson, le Monument national d'Écosse, le Old Royal High School, le Monument Robert Burns et le Consulat général des États-Unis.

Jusqu'en 1832, la politique écossaise est restée sous le contrôle des propriétaires terriens du pays et des petites cliques de marchands des burghs. Les protestations contre cette situation, véhiculées par la Friends of the People Society dans les années 1790, ont été réprimées sous Lord Braxfield, au nom des intérêts des propriétaires fonciers. Le Scottish Reform Act 1832 a réorganisé les circonscriptions et fait passer l'électorat de moins de 5 000 à 65 000. La Representation of the People (Scotland) Act 1868 a étendu l'électorat à 232 000 mais avec des « prérequis résidentiels propres à l'Ecosse ». Cependant, en 1885, environ 50 % de la population masculine avait le droit de vote, le scrutin secret était respecté et l'ère politique écossaise moderne avait commencé.
De 1885 à 1918, le Parti libéral dominait presque totalement la politique écossaise. Ce n'est que lors de l'élection générale de 1931 et de celle de 1955 que le Parti unioniste, ainsi que leurs alliés du Parti national-libéral et du Parti libéral unioniste, ont pu obtenir la majorité des voix. Après « l'élection coupon » de 1918, l'élection de 1922 a vu l'émergence du Parti travailliste en tant que force électorale majeure. L'époque nommée Red Clydeside a vu l'élection d'un certain nombre de députés travaillistes. Un communiste a aussi été élu pour Motherwell lors des élections de 1924. Cependant, les années 1920 ont surtout été le théâtre d'une triple lutte entre les travaillistes, les libéraux et les unionistes.
Le National Party of Scotland a contesté un siège pour la première fois en 1929. Il a fusionné avec le parti de centre-droit le Scottish Party en 1934 pour former le Scottish National Party, ou Parti national écossais. En 1945, ce parti a vu son premier député, Robert McIntyre, élu à l'élection partielle de Motherwell, mais a eu peu de succès au cours de la décennie suivante. Il est en fait demeuré une force électorale périphérique jusqu'à l'élection partielle de Hamilton de 1967.
Les communistes ont remporté West Fife aux élections de 1935 et de nouveau aux élections de 1945, avec Willie Gallacher, et plusieurs députés travaillistes de Glasgow ont rejoint le Parti travailliste indépendant dans les années 1930, battant souvent fortement les candidats travaillistes officiels. La coalition du « Gouvernement national » a remporté la grande majorité des sièges écossais aux élections de 1931 et aux élections de 1935, et le Parti libéral, ne gardant que la région des Highlands and Islands, ne performait plus comme force significative en Écosse centrale. Les membres du Parti travailliste indépendant ont finalement rejoint le Parti travailliste et l'Écosse avait dorénavant un système bipartite.

### Après 1950

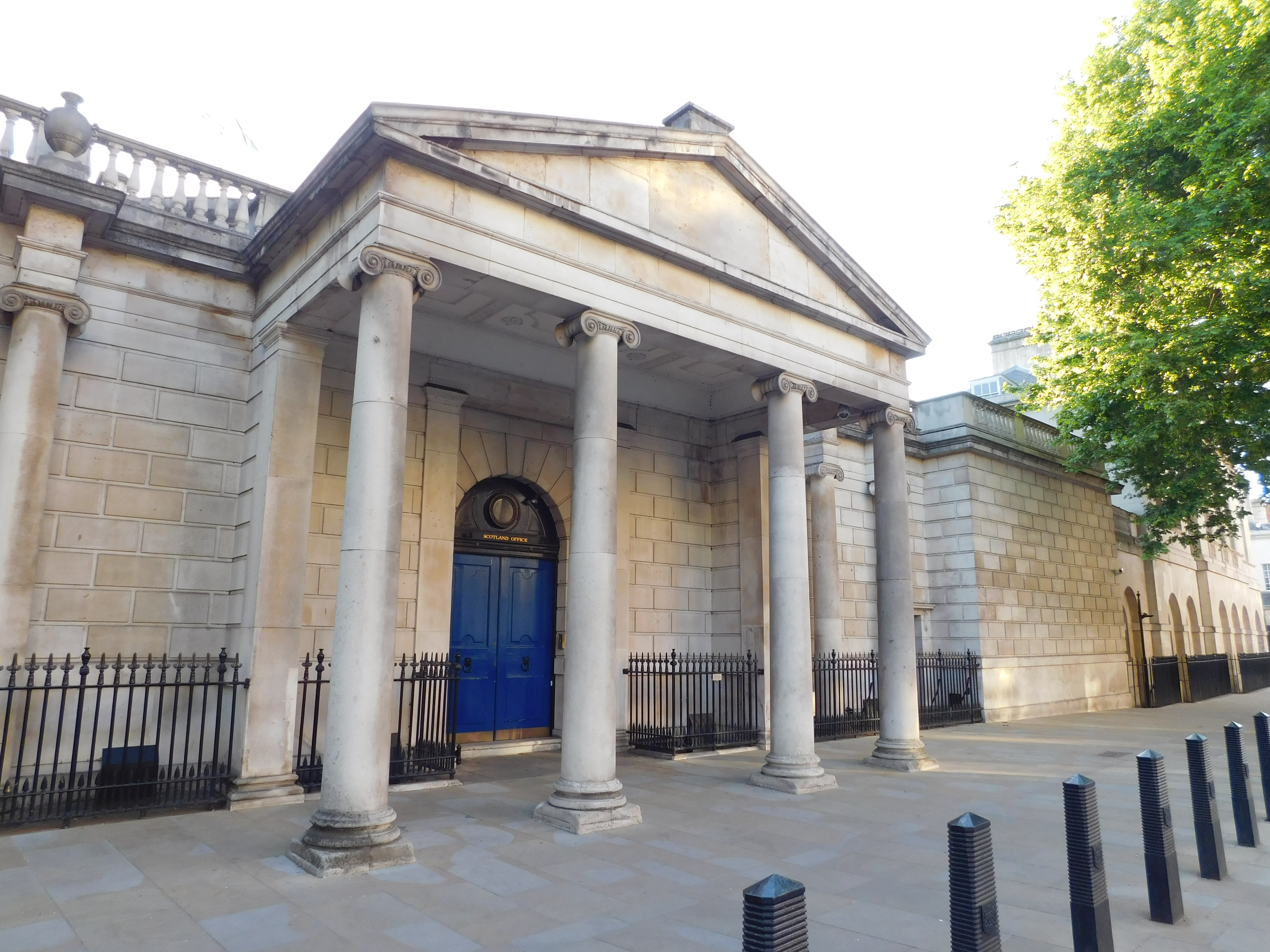
Portique de Dover House, siège du Scotland Office, à Whitehall, à Londres.

- 1950 : Les libéraux ont remporté deux sièges, Jo Grimond gagnant Orkney and Shetland.
- 1951 : Les travaillistes et les unionistes ont remporté 35 sièges chacun, les libéraux perdant un siège.
- 1955 : Les unionistes ont remporté la majorité des sièges et des voix. Le SNP est arrivé deuxième à Perth and Kinross.
- 1959 : Contrairement à l'Angleterre, l'Écosse est passée au parti travailliste, qui a fait quatre gains aux dépens des unionistes. Cela a marqué le début d'une tendance: en moins de 40 ans, la représentation écossaise des unionistes à Westminster a été réduite à zéro. C'était la dernière fois que les unionistes gagnaient en Écosse: leur fusion avec le Parti conservateur d'Angleterre et du Pays de Galles en 1965, pour devenir le Parti conservateur et unioniste écossais, a amorcé une réduction longue et régulière de leurs soutiens en Écosse.
- 1964 : Il y a eu un basculement substantiel vers les travaillistes, leur donnant 44 des 71 sièges de l'Écosse. Les libéraux ont remporté quatre sièges, tous dans les Highlands.
- 1965 : David Steel a remporté l'élection partielle de Roxburgh, Selkirk and Peebles pour les libéraux.
- 1966: Les travaillistes gagnent 2 sièges de plus. Les libéraux font le gain net d'un siège. Le SNP recueille plus de 100 000 voix et termine deuxième dans 3 circonscriptions.
- 1967 : Le SNP a réalisé une bonne performance lors de l'élection partielle de Glasgow Pollok, mais cela a permis au candidat conservateur et unioniste de l'emporter. Cependant, lors de l'élection partielle subséquente de Hamilton, Winnie Ewing du SNP a remporté une victoire importante.
- 1968 : Le SNP a réalisé des gains substantiels aux élections locales.
- 1970 : Le SNP a obtenu de mauvais résultats aux élections locales et à l'élection partielle de South Ayrshire. Les élections générales ont été le théâtre d'une légère augmentation des voix pour les conservateurs et unionistes, mais les travaillistes ont remporté la majorité des sièges en Écosse. Le SNP a fait peu de progrès dans le centre de l'Écosse, mais a pris des voix aux libéraux dans les Highlands et dans le nord-est de l'Écosse, et a remporté les Western Isles.
- 1971-1973 : Le SNP a bien fait dans les élections partielles, Margo MacDonald gagnant les élections partielles de Glasgow Govan.
- 1974 : Lors des deux élections générales de 1974 (en février et en octobre), le SNP a remporté 7, puis 11 sièges, ses parts des voix augmentant de 11 % en 1970 à 22 % puis 30 %. Puisque le parti travailliste a remporté les élections d'octobre par une faible marge, le SNP est apparu en position de force.Inverness Town House, un édifice du gouvernement local à Inverness, la principale ville du council area de Highland.

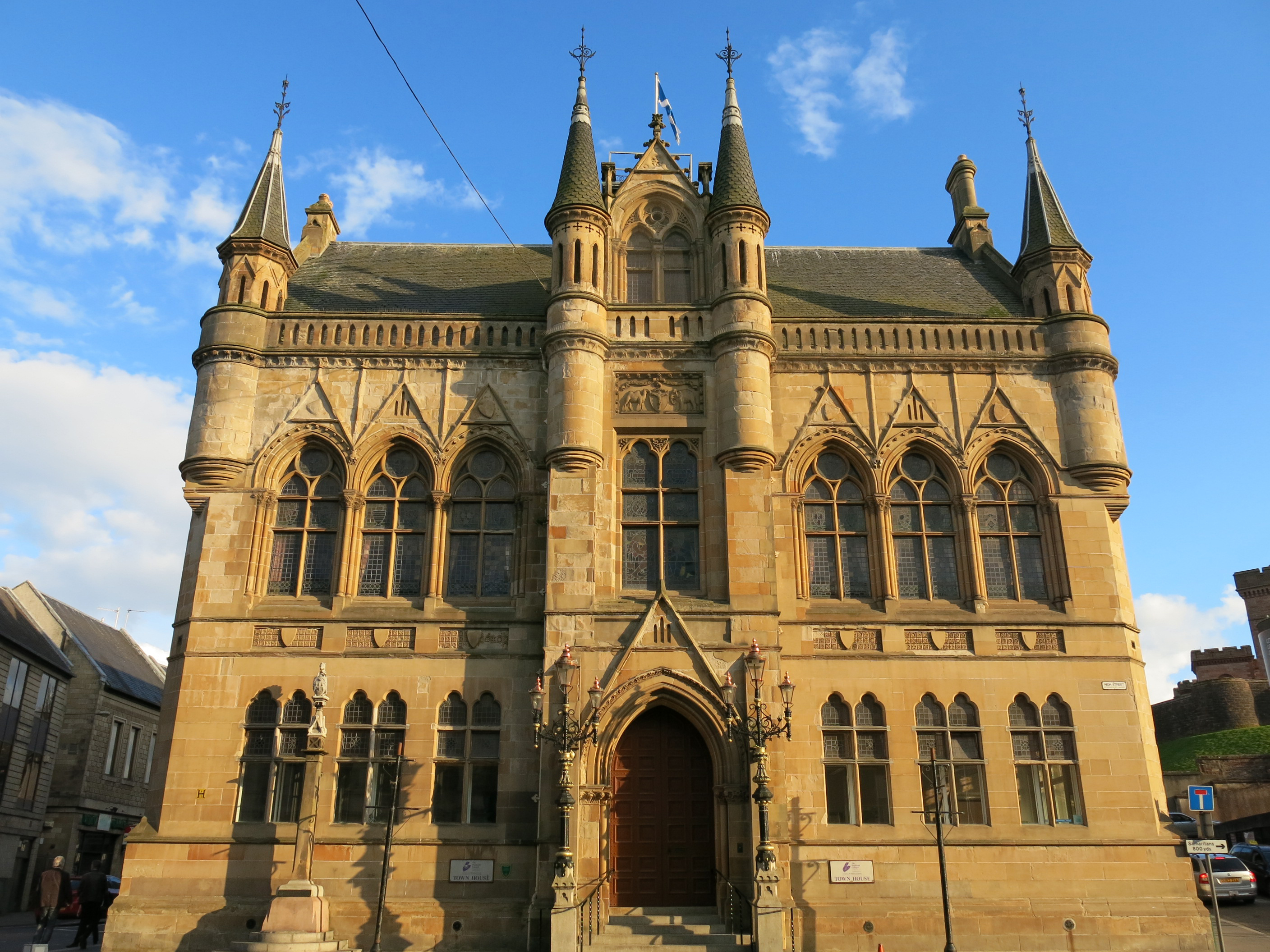
Inverness Town House, un édifice du gouvernement local à Inverness, la principale ville du council area de Highland.

- 1974-1979 : La décentralisation a dominé cette période: le gouvernement travailliste a tenté de faire adopter une loi sur la décentralisation, sur la base des recommandations de la Commission Kilbrandon, et ce contre une forte opposition, notamment de la part de ses propres députés d'arrière-ban. Enfin, le référendum a bien été gagné par une courte majorité en faveur d'une assemblée écossaise élue, mais n'a pas réussi à obtenir un taux de participation de 40 % de l'électorat total, une condition fixée dans la loi. Lors de l'élection générale de 1979, le SNP a réalisé une mauvaise performance, chutant à 17 % des voix et 2 sièges. Les travaillistes ont bien réussi en Écosse, mais dans l'ensemble du Royaume-Uni, Margaret Thatcher a conduit les conservateurs à une victoire décisive.
- 1979-1983 : Le SNP a connu d'importantes scissions en son sein à la suite d'une baisse de soutien en 1979. Les travaillistes ont également été déchirés par des conflits internes lorsque le Parti social-démocrate s'en est séparé. Malgré cela, les élections de 1983 ont vu le parti travailliste demeurer le parti majoritaire en Écosse, avec une fuite de votes plus faible vers les conservateurs qu'en Angleterre. Le vote du SNP a encore baissé, cette fois à 12 %, bien qu'il ait remporté deux sièges.
- 1987 : Le Parti travailliste a réalisé une bonne performance aux élections de 1987, principalement aux dépens des conservateurs et unionistes, qui ont été réduits à leur plus petit nombre de sièges écossais depuis l'avant-Première Guerre mondiale. Le SNP a réalisé une progression modeste mais significative.
- 1988 : Jim Sillars a remporté l'élection partielle de Glasgow Govan pour le SNP.
- 1992 : Cette élection a été décevante pour les travaillistes et le SNP en Écosse. Le SNP est passé de 14 % à 21 % des voix mais n'a remporté que 3 sièges. Le vote conservateur et unioniste ne s'est pas effondré, comme cela avait été largement prédit, ce qui a laissé croire que leur position résolument anti-dévolution avait porté ses fruits.
- 1997 : Comme en Angleterre, il y a eu un raz-de-marée travailliste en Écosse. Le SNP a doublé son nombre de députés à 6, mais les conservateurs et unionistes n'ont pas réussi à remporter un seul siège. Contrairement à 1979, les électeurs écossais ont livré un vote décisif pour le « oui » lors du référendum sur la création d'un nouveau Parlement écossais.

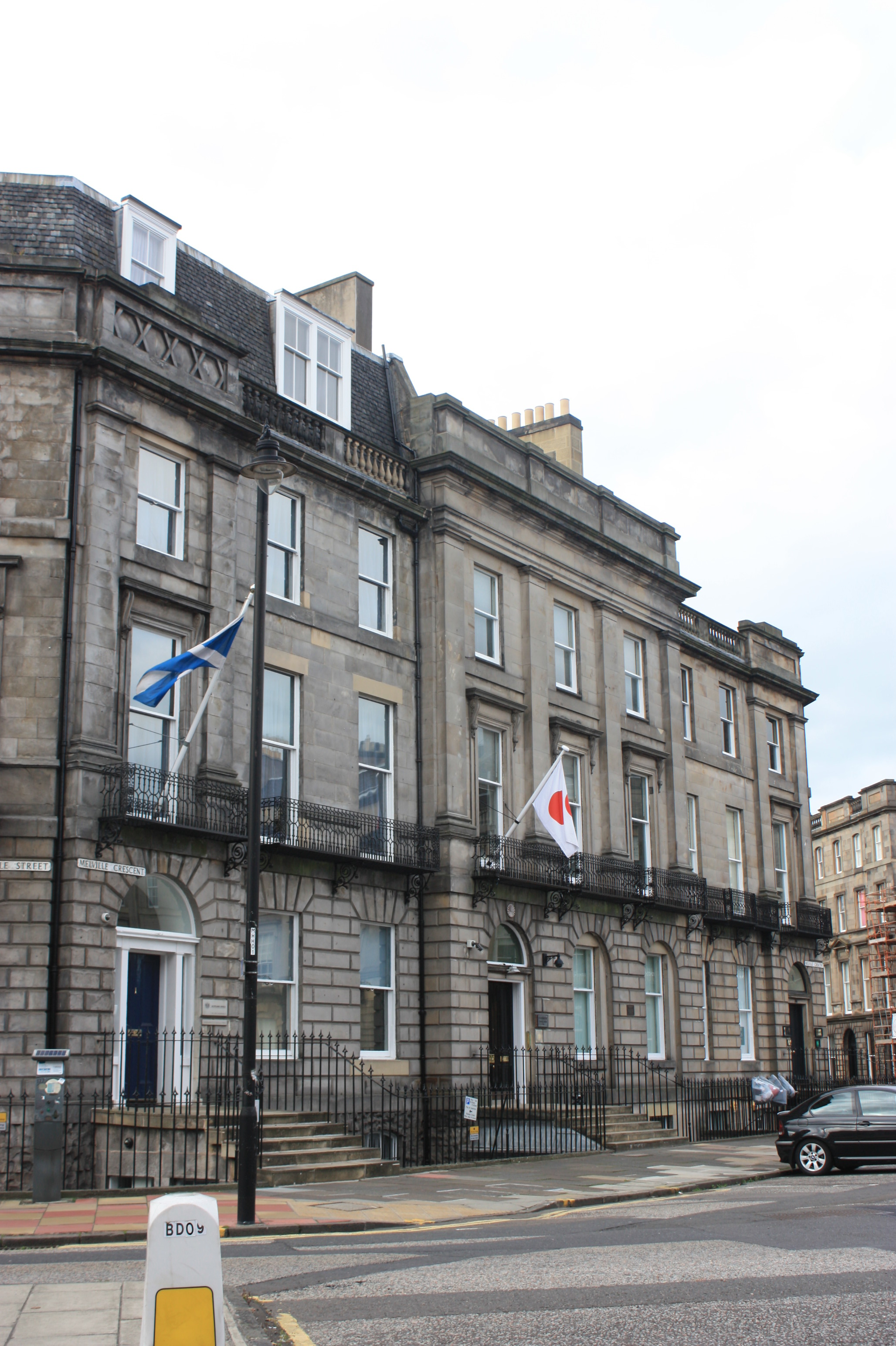
Siège du Bureau pour l'Écosse, dans la New Town d'Édimbourg.

- Siège du Bureau pour l'Écosse, dans la New Town d'Édimbourg.1999: Le Parlement écossais a été créé. Une coalition de travaillistes et de libéraux démocrates dirigée par Donald Dewar a pris le pouvoir.
- 2007 : Le SNP est devenu le plus grand parti d'Écosse lors des élections parlementaires écossaises de 2007 et a formé un gouvernement minoritaire.
- 2008 : John Mason a remporté l'élection partielle de Glasgow-Est pour le SNP.
- 2008 : Lindsay Roy a remporté l'élection partielle de Glenrothes pour le parti travailliste avec une part accrue des voix et une majorité de 6 737 sur le SNP.
- 2009 : Willie Bain a remporté l'élection partielle de Glasgow North East pour le parti travailliste avec 59,4 % des voix et une majorité de 8 111 sur le SNP.
- 2010 : Les travaillistes ont remporté 41 des 59 sièges écossais, dont Glasgow East, jusqu'alors aux mains du SNP, et ont reçu plus d'un million de voix à travers l'Écosse, malgré la perte de 91 sièges à travers la Grande-Bretagne dans son ensemble.
- 2011 : Le SNP devient le premier parti à remporter une majorité globale au Parlement écossais.
- 2010: Le parti travailliste a remporté 41 des 59 sièges écossais, y compris Glasgow East, circonscription jusqu'alors aux mains du SNP, et a reçu plus d'un million de voix à travers l'Écosse, malgré la perte de 91 sièges à travers la Grande-Bretagne dans son ensemble.
- 2011 : Le SNP devient le premier parti à remporter une majorité absolue au Parlement écossais.
- 2015 : Le SNP a remporté 56 des 59 sièges écossais, remportant 50 % du vote populaire. Les travaillistes, les conservateurs et les libéraux démocrates ont remporté 1 siège chacun.
- 2017 : Lors des élections générales de juin à Westminster, le SNP a remporté 35 des 59 sièges écossais, les conservateurs en ont remporté 13, les travaillistes en ont remporté 7 et les libéraux démocrates ont remporté 4 sièges.
- 2019 : Aux élections générales de Westminster de 2019, le SNP a remporté 48 des 59 sièges écossais, les conservateurs en ont remporté 6, les libéraux-démocrates 4 et les travaillistes 1 siège.
- 2021 : Aux élections législatives écossaises de 2021, le SNP a remporté 64 sièges, les conservateurs 31, les travaillistes 22, les verts 8 (abaissés à 7 une semaine plus tard en raison de la nomination d'Alison Johnstone à la présidence de Holyrood, ce qui oblige à renoncer à son affiliation à un parti), et les libéraux-démocrates 4. Le SNP signe un accord de coopération avec les verts et le chef des libéraux-démocrates Willie Rennie démissionne.
- 2023 : Michael Shanks remporte l'élection partielle de Rutherglen et Hamilton West pour le parti travailliste du SNP avec 58,6 % des voix et une avance de 9 446 voix sur le SNP.
- 2024 : Le Parti travailliste écossais redevient le plus grand parti représentant les circonscriptions écossaises à la Chambre des communes du Royaume-Uni après les élections générales de 2024 au Royaume-Uni en Écosse, remportant 37 sièges sur 57. Le Parti national écossais tombe au deuxième rang en termes de représentation à la Chambre des communes, remportant 9 sièges écossais tout en en perdant 39[13].

## Partis politiques

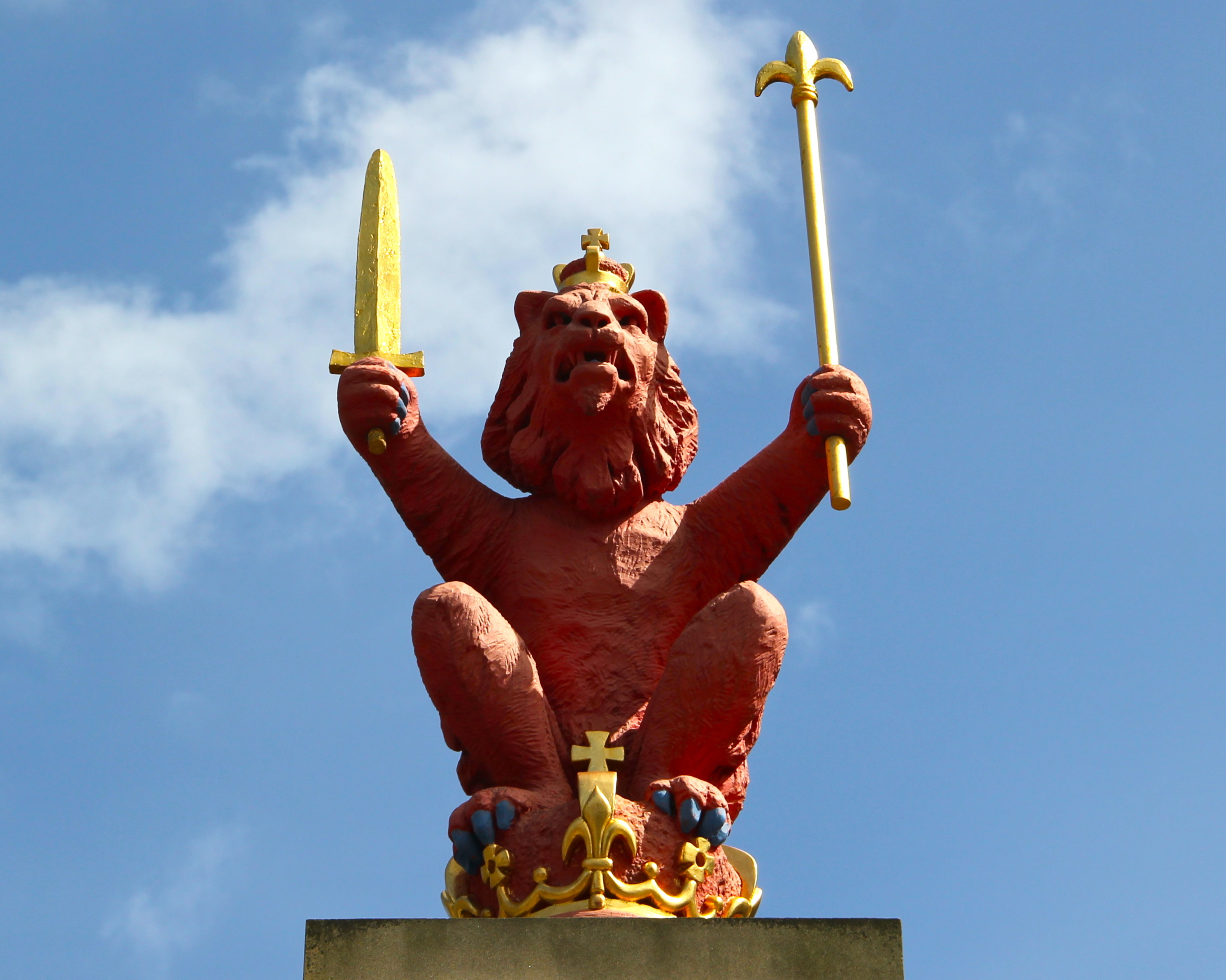
Emblème royal d'Écosse, au sommet de la Queen's Gallery, au Palais de Holyrood.

Le parti actuel formant le gouvernement écossais est le Parti national écossais (SNP), qui a remporté 63 des 129 sièges disponibles aux Élections parlementaires écossaises de 2016. Le SNP a été formé en 1934 dans le but d'obtenir l'indépendance écossaise. Ils sont un parti de centre-gauche, semblable aux autres partis sociaux-démocrates européens. Ils représentent le plus grand parti du Parlement écossais et forment le gouvernement écossais depuis les élections parlementaires écossaises de 2007.
Au cours du vingtième siècle, le Parti travailliste écossais est devenu la principale force politique de l'Écosse. Le parti a été créé pour représenter les intérêts des travailleurs et des syndicalistes. De 1999 à 2007, ils ont été les principaux partenaires d'une coalition au pouvoir. Ils ont perdu le pouvoir en 2007 lorsque le SNP a remporté une pluralité de sièges. Ils ont ensuite amorcé une période de déclin, perdant tous leurs sièges sauf un aux élections générales britanniques de 2015 et chutant à la troisième place des élections parlementaires écossaises de 2016. Les élections générales britanniques de 2017 ont produit un résultat mitigé pour le parti puisqu'il a remporté six sièges et augmenté son vote de 2,8 %, mais le parti est tout de même arrivé troisième derrière le SNP et les Conservateurs écossais.
Les Libéraux démocrates écossais étaient les « partenaires juniors » de la coalition de 1999 à 2007, au sein de l'exécutif écossais. Le parti a perdu une grande partie de sa présence électorale en Écosse depuis que les libéraux démocrates britanniques ont fait partie d'un gouvernement de coalition avec le Parti conservateur britannique en 2010. Lors des élections générales britanniques de 2015, leur députation a été réduite de 12 sièges à un siège, et depuis les élections parlementaires écossaises de 2016, ils ont eu le cinquième rang quant à leur nombre de députés (cinq).
Le Parti unioniste était le seul parti à avoir jamais obtenu une majorité absolue des voix écossaises à une élection générale, lors des élections générales britanniques de 1951 (si l'on inclut leurs alliés nationaux libéraux et libéraux unionistes). Le Parti unioniste s'est allié au Parti conservateur britannique jusqu'en 1965, date à laquelle le Parti conservateur et unioniste écossais a été formé. Les conservateurs ont alors commencé un déclin à long terme en Écosse, aboutissant à leur échec à remporter des sièges écossais lors des élections générales britanniques de 1997. Lors des quatre élections britanniques suivantes (2001, 2005, 2010 et 2015) les conservateurs n'ont remporté qu'un seul siège écossais. Le parti a connu un regain lors des élections parlementaires écossaises de 2016, remportant 31 sièges et terminant à la deuxième place. Les conservateurs sont un parti de centre-droit.
Le Parti vert écossais a remporté des sièges à chaque élection du Parlement écossais grâce à l'additional member system, un système de représentation proportionnelle. Ils ont remporté un député écossais en 1999, porté leur total de députés à sept lors des élections de 2003, mais ont vu ce chiffre chuter à 2 lors des élections de 2007. Ils ont conservé deux sièges à l'élection de 2011, puis ont porté ce total à six lors de l'élection de 2016. Les Verts soutiennent l'indépendance écossaise.